# Рипач
Рипач је насељено место у граду Бихаћу, Федерација Босне и Херцеговине, БиХ.

## Географски положај
Рипач се налази у југоисточном дијелу Бихаћког поља, на излазу Уне из кањона, око 9 км југоисточно од Бихаћа. Данашње насеље се простире на обе обале реке Уне и на Великом и Малом острву, тј. речним адама.

## Историја
У Рипачу је крајем 19. века откривено и истражено илирско сојеничко насеље. Међу налазима истичу је калупи за ливање бронзаних предмета, те глинене људске скулптуре. Постоје остаци римског и средњовековног насеља. Средњовековни град (бург) помиње се 1408. Био је у поседу Франкопана и Крбавских кнезова. У турске руке пао је 1591. године.

### Рат у БиХ
Након распуштања касарне "27. јули" у Бихаћу и повлачења ЈНА из овог града, српски народ Бихаћа је остао незаштићен почетком рата у Босни. Маја мјесеца 1992. године, Срби из Бихаћа се повлаче у насеље Рипач, гдје формирају Српску општину Бихаћ (1992—1995).

## Становништво
| Националност       | 1991.          | 1981.          | 1971.          |
| Муслимани          | 1.297 (75,23%) | 1.110 (64,83%) | 1.045 (71,77%) |
| Срби               | 339 (19,66%)   | 341 (19,91%)   | 263 (18,06%)   |
| Хрвати             | 12 (0,69%)     | 14 (0,81%)     | 74 (5,08%)     |
| Југословени        | 70 (4,06%)     | 237 (13,84%)   | 57 (3,91%)     |
| остали и непознато | 6 (0,34%)      | 10 (0,58%)     | 17 (1,16%)     |
| Укупно             | 1.724          | 1.712          | 1.456          |